# Kurt Beyer
Friedrich August Kurt Beyer (* 27. Dezember 1881 in Dresden; † 9. Mai 1952 ebenda) war ein deutscher Bauingenieur und Hochschullehrer.

## Leben
Kurt Beyer wurde am 27. Dezember 1881 in Dresden geboren. Nach dem Abitur an der Dreikönigschule in Dresden-Neustadt begann er am 15. April 1901 ein Studium der Bauingenieurwissenschaften an der Technischen Hochschule Dresden, wo er 1901 Mitglied der Burschenschaft Cheruscia wurde. Er zog erste Aufmerksamkeit auf sich, als er die beste Lösung der Aufgabe „Die Bestimmung der Höhenlage von Punkten mittels üblicher Verfahren und die Feststellung und Beweisführung der Fehlerfortpflanzung während der Messung“ vorlegte. Er erhielt den von der Bauingenieurabteilung aufgrund des Rektoratswechsels 1904 gestifteten ersten Preis. 1905 schloss er sein Studium mit dem Prädikat „mit Auszeichnung bestanden“ ab.
Beyer begann seine berufliche Laufbahn am 1. Januar 1906 als Regierungsbauführer (Referendar) in der sächsischen Straßen- und Wasserbauverwaltung. Bereits am 1. April des gleichen Jahres wurde er Assistent am Lehrstuhl für Statik der Baukonstruktionen, Festigkeitslehre und Stahlbrückenbau. Unter der Lehrstuhlleitung seines Lehrers Georg Christoph Mehrtens verteidigte er 1907 seine Dissertation „Eigengewicht, günstige Grundmaße und geschichtliche Entwicklung der Auslegerträger“ mit „summa cum laude“ und wurde zum Doktor-Ingenieur promoviert.
Nachdem Beyer am 1. Juli 1908 seine Assistententätigkeit beendet hatte, begann er als Sektionsingenieur der siamesischen Staatsbahnen bei großen Projekten in Siam (heute: Thailand) seine Spuren zu hinterlassen – unter anderem beim Bau der Bondora-Brücke über den Mae Nam Chao Phraya (Chao-Phraya-Fluss, auch: „Menam“), beim Bau der ersten Hafenanlage von Bangkok und bei der Planung zum Neubau des Königspalastes, der wegen des Todes des Königs am 23. Oktober 1910 nie realisiert wurde. Beyers Engagement in Thailand war für diese Zeit nicht ungewöhnlich. Neben dem Architekten Karl Döhring arbeiteten bei der thailändischen Staatsbahn von 1891 bis 1914 rund 50 deutsche Ingenieure, unter anderem Karl Bethge, Luis Weiler und Emil Eisenhofer. Ab dem 1. April 1911 nahm Beyer seine Tätigkeit als bautechnischer Berater des Innenministeriums von Siam auf, wobei sein Tätigkeitsschwerpunkt im Entwurf und der Ausführung von Stahlbetonbrücken lag.
Ein Sumpffieber im Sommer 1914 zwang ihn, nach Deutschland zurückzukehren. Dort legte er die zweite Staatsprüfung für den höheren technischen Staatsdienst im Bauwesen mit Auszeichnung ab, erhielt einen Staatspreis und wurde zum Regierungsbaumeister (Assessor) ernannt. Die Rückkehr nach Südostasien wurde durch den Ausbruch des Ersten Weltkrieges verhindert.
Der Erste Weltkrieg verschlug den Kriegsfreiwilligen Beyer als Kämpfer nach Galizien und in die Bukowina; später ging er als Regierungsbaumeister des deutschen Feldeisenbahnchefs in die Türkei, um Werkstätten für die Anatol- und Bagdadbahn zu bauen.

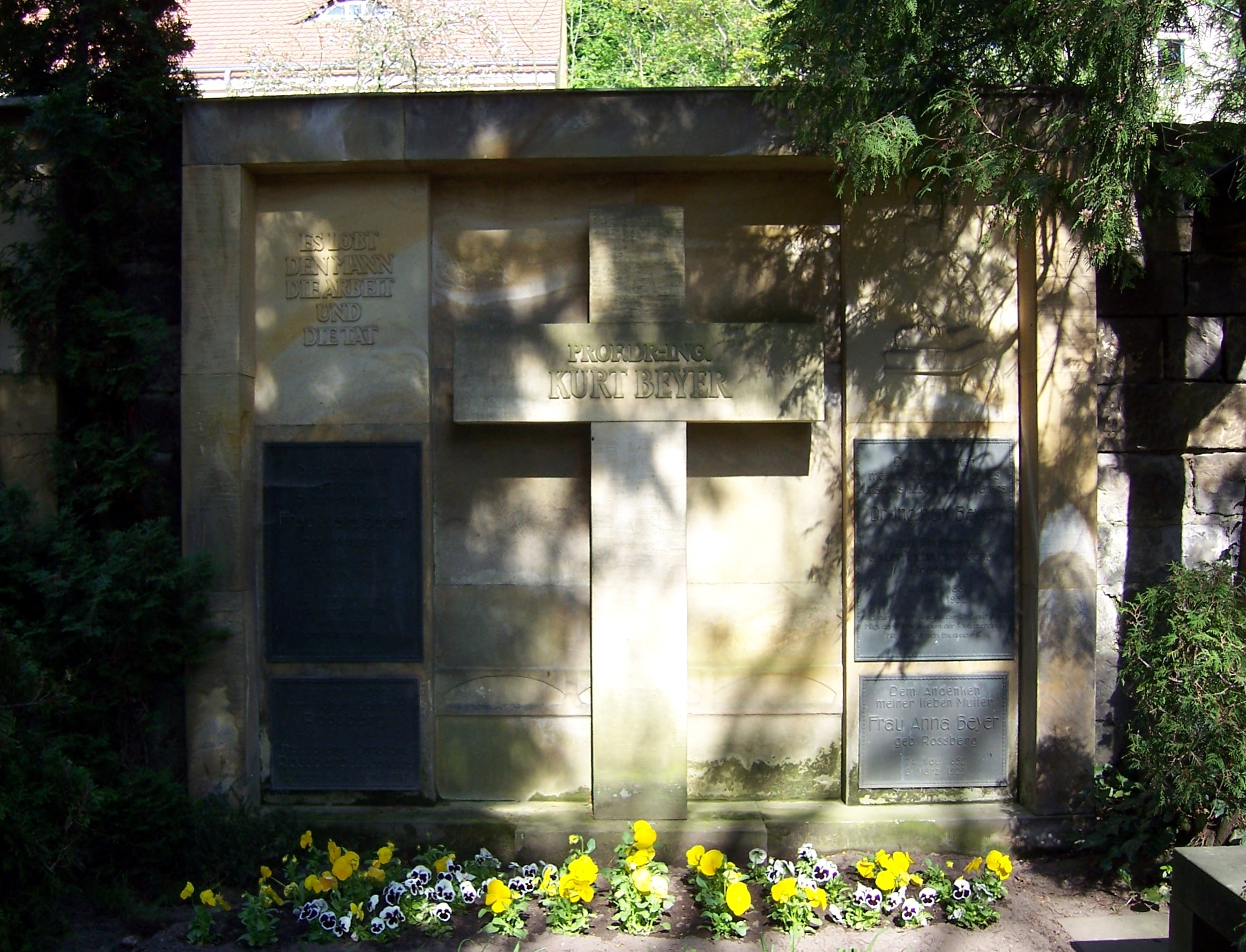
Grab von Kurt Beyer auf dem Loschwitzer Friedhof

Am 1. Februar 1919 erfolgte seine Berufung als ordentlicher Professor auf den Lehrstuhl für Statik der Baukonstruktionen und Technische Mechanik für Bauingenieure an der Technischen Hochschule Dresden. Das Lehrgebiet Statik der Baukonstruktionen war bis dahin Teilgebiet des Lehrstuhls für eiserne Brücken, Festigkeitslehre und Statik der Baukonstruktionen, den seit 1913 Willy Gehler innehatte. Beyer war 1920 bis 1922, 1930 bis 1932 und 1941 bis 1945 Vorstand der Bauingenieurabteilung. Er widerstand den zahlreichen Berufungsangeboten, so zum Beispiel 1926 nach Graz, 1934 an die Technische Hochschule München oder 1936 an die Technische Hochschule Berlin, was seinen herausragenden fachlichen Rang unterstreicht.
Bereits 1927 hatte Beyer ein Ingenieurbüro gegründet, in dem er vorwiegend ehemalige Schüler beschäftigte und das sich mit der Lösung baustatischer Aufgaben aus vielen Bereichen des Brücken-, Berg- und Wasserbaus beschäftigte. Beyer wurde 1938 zu militärischen Übungen herangezogen. 1939 nahm der 58-jährige auch am Zweiten Weltkrieg teil, wurde aber ein Jahr später auf Drängen der Industrie für „unabkömmlich“ erklärt und schied aus dem Kriegsdienst aus. Bis 1944 war er Professor an der Technischen Hochschule Dresden.
Ab 1945 widmete sich Beyer dem provisorischen Wiederaufbau der zerstörten Dresdner Elbbrücken und übernahm bis 1950 die Leitung der Hauptabteilung Bauwesen des Landes Sachsen. Zur Aufnahme des Lehrbetriebes an der Technischen Hochschule Dresden 1946 übernahm er neben seinem früheren Fachgebiet Vorlesungen in Stahlbrücken- und Stahlhochbau, Baustoff- und Festigkeitslehre bis zu seiner Emeritierung 1951.
Beyer wurde 1948 ordentliches Mitglied der Sächsischen und 1949 ordentliches Mitglied der Deutschen Akademie der Wissenschaften zu Berlin.
Kurt Beyer wohnte in Dresden-Wachwitz, Wachwitzer Bergstraße 14c. Er starb am 9. Mai 1952 in Dresden, sein Grab befindet sich auf dem Loschwitzer Friedhof.

## Das wissenschaftliche Werk
Beyer hat zahlreiche grundlegende wissenschaftliche Arbeiten herausgegeben. Seit 1923 arbeitete er an seinem bedeutendsten theoretischen Werk, Die Statik im Eisenbetonbau (1927), auch „Beyer-Bibel“ genannt. Bemerkenswert ist die in sein Buch aufgenommene Systematik zur Lösung linearer Gleichungssysteme.
Neben der direkten Lösung von Gleichungssystemen behandelt er auch deren iterative Lösung. Die Weiterentwicklung der iterativen Lösung von Gleichungssystemen führte später zum Cross-Verfahren und zum Kani-Verfahren.
Auch der Begriff Matrix, der uns heute bei der Formulierung baustatischer Zusammenhänge geläufig ist, wurde bei der Lösung linearer Gleichungssysteme schon von Beyer eingeführt. Seine grundlegenden Forschungen zu Turbinen-Fundamenten, deren Betrachtung als dynamisch beanspruchte Tragwerke er international durchsetzte, führten zu deren Erhöhung der Zuverlässigkeit.

## Die Bauten
Bereits vor dem Ersten Weltkrieg sammelte Beyer Erfahrungen im Hafenanlagen- und Eisenbahnbrückenbau in Südostasien. Als Sachverständiger der Bergwerksgesellschaften und als enger Mitarbeiter der ASW, die damals in der Nähe der TH Dresden ihren Firmensitz hatte, unterstützte er die Entwicklung und Herstellung von Abraumförderbrücken, Eimerkettentiefbagger, Schaufelradbagger und anderen Geräten, die der aufblühende Braunkohlebergbau benötigte. Beyer war somit maßgeblich an der Entstehung des Großtagebaus in Mitteleuropa beteiligt.
Sein Entwurf der Straßenbrücke in Meißen von 1933 errang den ersten Preis und wurde noch im selben Jahr ausgeführt. Vor den Toren Dresdens zeichnete Beyer 1928 bis 1930 für den Entwurf und den Bau des Pumpspeicherwerks Niederwartha verantwortlich. Weitere Wasserkraftanlagen, an deren Ausführung er beteiligt war, sind die Talsperren Sosa, Cranzahl sowie den Wasserhochbehälter und die Verteilungsleitungen der Wasserversorgung in Aue.

## Sonstiges
Seit 1996 verleihen die Fakultäten Bauingenieurwesen und Architektur der Technischen Universität Dresden für herausragende Abschlussarbeiten den Kurt-Beyer-Preis.
Das von Martin Dülfer entworfene Gebäude, in dem seit 1913 die Bauingenieure der Technischen Universität Dresden forschen und lehren, trägt seit 1953 den Namen „Beyer-Bau“.
Sein berufliches Ideal „Wissenschaftliche Erkenntnis und praktische Nutzung zu verknüpfen“ konnte er in seinem Leben beispielgebend für weitere Bauingenieurgenerationen verwirklichen. Anders als sein Dresdner Kollege Willy Gehler bewahrte Kurt Beyer Abstand zu NS-Organisationen wie NSDAP, SA und SS und verzichtete auf mögliche Privilegien, die Sympathisanten zufielen, wenn sie sich aus eigennützigen Motiven mit Führerkult und Judenhass arrangiert hatten. Dabei bewies er mehr als einmal Mut und Durchsetzungsvermögen, als es darum ging, den Anmaßungen lokaler SA-Größen Einhalt zu bieten und Schaden von Lehrstuhl und Studentenschaft abzuwenden. „Beyer galt einerseits als streng und dabei manchmal gar als etwas raubeinig, andererseits war er für seine Menschlichkeit, Aufrichtigkeit, Hilfsbereitschaft, Güte und große Arbeitsintensität bekannt.“ Im November 1933 unterzeichnete er das Bekenntnis der deutschen Professoren zu Adolf Hitler.

## Nachlass
Der Nachlass von Kurt Beyer wird im Universitätsarchiv der Technischen Universität Dresden aufbewahrt.

## Schriften
- Eigengewicht, günstige Grundmaße und geschichtliche Entwicklung des Auslegerträgers. Leipzig: Verlag von Wilhelm Engelmann 1908.
- Die Statik im Eisenbetonbau. Stuttgart: Konrad Wittwer Verlag 1927.
- Die Statik im Eisenbetonbau. Ein Lehr- und Handbuch der Baustatik, Band I u. II. Berlin: Springer Verlag 1933 u. 1934.
- Die Statik im Stahlbetonbau. Ein Lehr- und Handbuch der Baustatik. Berlin: Springer Verlag 1948, 1956 u. 1987.